# Naji al-Ali
Naji al-Ali, (în arabă : ناجي سليم العلي / Nājī Salīm al-‘Alī) (cca. 1938, Al-Shajara, Palestina - 29 august 1987, Londra), a fost un caricaturist palestinian.

## Biografie
S-a născut într-un sat de lângă Nazaret, în Galileea, Palestina. În 1948 (anul proclamării statului Israel și al începutului exodului populației arabe), la vârsta de 10 ani a fugit împreună cu familia sa la Ain al-Hilweh, una dintre taberele de refugiați din sudul Libanului.
Naji al-Ali s-a mutat apoi la Beirut, unde a trăit într-un cort în tabăra de refugiați Shatila și a lucrat în diverse locuri de muncă în industrie. În 1957, după obținerea diplomei ca mecanic auto, a călătorit în Arabia Saudită, unde a lucrat timp de doi ani.
În 1959 Naji al-Ali a revenit în Liban și, în același an, s-a alăturat Mișcării Naționaliste Arabe (ANM), dar a fost expulzat de patru ori într-un an pentru lipsă de disciplină de partid. Între 1960 și 1961, împreună cu camarazii din ANM, a publicat un jurnal politic de mână: Al-Sarkha („Strigătul”).
Publică primele desene și este închis din motive politice în închisorile libaneze. În 1961 îl cunoaște pe Ghassan Kanafani, unul dintre cei mai cunoscuți intelectuali palestinieni (asasinat în Beirut în 1972), care îi oferă posibilitatea de a publica lucrările sale în revista الحرية (al-Hurriyah: „Libertatea”).
Prin acest mijloc, Al-Ali începe să folosească desenele sale ca un instrument de luptă politică în problema palestiniană împotriva Israelului. Personajul său cel mai cunoscut este Handala, un copil palestinian reprezentat întotdeauna cu spatele, deoarece nu este de acord cu ocupația israeliană; își va arăta fața doar atunci când Palestina va fi eliberată.

## Asasinarea
Nu se cunoașe încă cine a deschis focul asupra lui Naji al-Ali, în afara biroului din Londra al ziarului kuweitian Al Qabas la 22 iulie 1987, el fiind împușcat în tâmpla dreaptă. Naji al-Ali a rămas inconștient până la moartea sa pe 29 august 1987.
Deși dorința lui era să fie îngropat în Ain al-Hilweh, lângă tatăl său, acest lucru s-a dovedit imposibil de asigurat, așa că a fost înmormântat în Cimitirul Brookwood islamic din afara Londrei. Poliția britanică l-a arestat pe Ismail Sowan, un cercetător palestinian de la Universitatea Hull, în vârstă de 28 de ani, născut la Ierusalim. Poliția a găsit o ascunzătoare de arme în apartamentul său și au spus că erau destinate pentru atacuri teroriste în Europa; el a fost acuzat doar de posesie de arme și explozibili. Inițial, poliția a declarat că Sawan a fost membru al Organizației pentru Eliberarea Palestinei (OEP), deși această organizație a negat orice implicare.
Mai târziu Sawan a mărturisit că a lucrat atât pentru OEP cât și pentru agenția de informații israeliană Mossad. Un al doilea suspect a fost arestat de Scotland Yard, despre care a spus, de asemenea, că a fost agent dublu. Mai târziu s-a aflat că Mossad-ul a avut doi agenți dubli cu sediul la Londra și care au avut legăură cu asasinatul. Prin refuzul de a transmite informații relevante pentru omologii lor britanici, Mossad și-a atras nemulțumirea Marii Britanii, care s-a răzbunat prin expulzarea a trei diplomați israelieni, dintre care unul a fost un atașat la ambasadă identificat ca legătură pentru cei doi agenți. Prim-ministrul Margaret Thatcher a închis baza de la Londra a Mossad-ului din Palatul Green, Kensington.

## Legături externe
- Site dedicat lui Handala Arhivat în 17 iulie 2012, la Wayback Machine.
- Când Mossad-ul asasina la Londra un mare caricaturist palestinian - napocanews.ro, accesat pe 13 ianuarie 2015